# 創樂者
創樂者（The Music Makers），作品第69號，是作曲家愛德華·艾爾加的作品，編制為女低音、女中音、合唱及交響樂團。首演於1912年10月1日的伯明罕音樂節，由作曲家親自指揮，穆里爾·福斯特（Muriel Foster）擔任獨唱。
此曲中的歌詞出自1874年英國詩人亞瑟‧歐雙納西的詩作《頌》 ，作曲家將其文字完整的放入了歌曲中。艾爾加在無酬庸的狀況下從1903年開始創作此曲。